# Jesús Guzmán Delgado
Jesús Guzmán Delgado (* 30. Mai 1957 in Huéneja) ist ein ehemaliger spanischer Radrennfahrer.

## Sportliche Laufbahn
Jesús Guzmán Delgado war im Straßenradsport aktiv. Als Amateur siegte er 1979 in der Volta Ciclista Provincia Tarragona. In der Tour de l’Avenir 1977 kam er auf den 32. Rang, 1978 wurde er 30., 1979 44. Bei den Straßenradsport-Weltmeisterschaften 1978 kam er im Amateurrennen auf den 41. Platz.
Von 1980 bis 1986 war er Berufsfahrer. Er begann seine Profikarriere im Radsportteam Kelme. 1982 und 1983 siegte er im Eintagesrennen Memorial Manuel Galera. 1981 gewann er eine Etappe in der Vuelta a las Tres Provincias, 1984 den Circuito de Getxo.
Die Tour de France fuhr er zweimal. 1980 kam er nicht ins Ziel, 1981 wurde er 97. Die Vuelta a España bestritt er fünfmal. 1981 wurde er 32., 1983 34., 1984 52. und 1986 88. 1982 hatte er die Rundfahrt nicht beendet.